# Monts d’Ambazac
Die Monts d’Ambazac sind ein kleines Massiv mit Mittelgebirgscharakter, das zusammen mit dem Massif de l’Arbre und den Monts de Blond den westlichen Vorposten des französischen Massiv Central darstellt. Es ist zentraler Bestandteil der Monts de la Marche im Département Haute-Vienne.

## Etymologie
Die Monts d’Ambazac sind nach der Kleinstadt Ambazac benannt worden, welche dem Massiv im Süden vorgelagert ist. Ambazac hatte im Jahr 2015 5639 Einwohner.

## Geographie
Die Monts d’Ambazac befinden sich im Wesentlichen auf dem Gebiet des Départements Haute-Vienne, überdecken aber im Bereich der Gemeinden Saint-Goussaud und Châtelus-le-Marcheix noch das Département Creuse, wo sie traditionellerweise als Monts de Saint-Goussaud bezeichnet werden. Ihre Ost-West-Erstreckung (zwischen Bourganeuf und Nantiat) beträgt ungefähr 40 Kilometer und ihre Breite in Nord-Süd-Richtung (zwischen Bessines-sur-Gartempe und Ambazac) gut 15 Kilometer. Generell wird der Begriff Monts d’Ambazac nur für ihre höheren Lagen verwendet, welche in etwa ein Drittel des zuvor umschriebenen Gebiets einnehmen und sich von der Gemeinde Compreignac im Westen bis zum Tal des Taurion im Osten erstrecken.
Die städtische Agglomeration von Limoges liegt unmittelbar im Süden der Monts d’Ambazac. So sind es nur 20 Kilometer (Luftlinie) vom Sitz der Präfektur des Départements Haute-Vienne bis zum Puy de Sauvagnac in der Gemeinde Saint-Léger-la-Montagne, mit 701 Meter über dem Meer die höchste Erhebung der Monts d’Ambazac. Die Kette kann gut von mehreren Stadtteilen in Limoges – wie beispielsweise von Beaubreuil oder von Panazol – aus eingesehen werden. Höchste Erhebung im Abschnitt des Départements Creuse ist der zur Gemeinde Saint-Goussaud gehörende Puy de Jouër mit 694 Meter. Weitere Gipfel in den Monts d’Ambazac sind:
- Puy de la Feyte: 691 Meter (Saint-Goussaud)
- Bois de Roche: 680 Meter (Saint-Goussaud)
- Font aux Loups: 672 Meter (Saint-Léger-la-Montagne)
- Puy de la Garde: 664 Meter (Ambazac)
- Puy Giraud: 660 Meter (La Jonchère-Saint-Maurice – Saint-Léger-la-Montagne)
- Le Périgier: 651 Meter (Châtelus-le-Marcheix)
- Les Clédières: 648 Meter (Jabreilles-les-Bordes)
- Puy de Roche Guette: 638 Meter (Châtelus-le-Marcheix)
- Puy de Queuille: 625 Meter (Saint-Léger-la-Montagne)
- Puy du Rio: 615 Meter (Laurière)
- Signal de Beausoleil: 587  Meter (Compreignac), höchster Punkt westlich der Autobahn A 20
- Puy du Chatelard: 565  Meter (Jabreilles-les-Bordes)
- Le Gerbassou: 559  Meter (Ambazac)
- Puy Nado: 552  Meter (Bersac-sur-Rivalier)
- Puy du Cluzeau: 552  Meter (Montboucher)

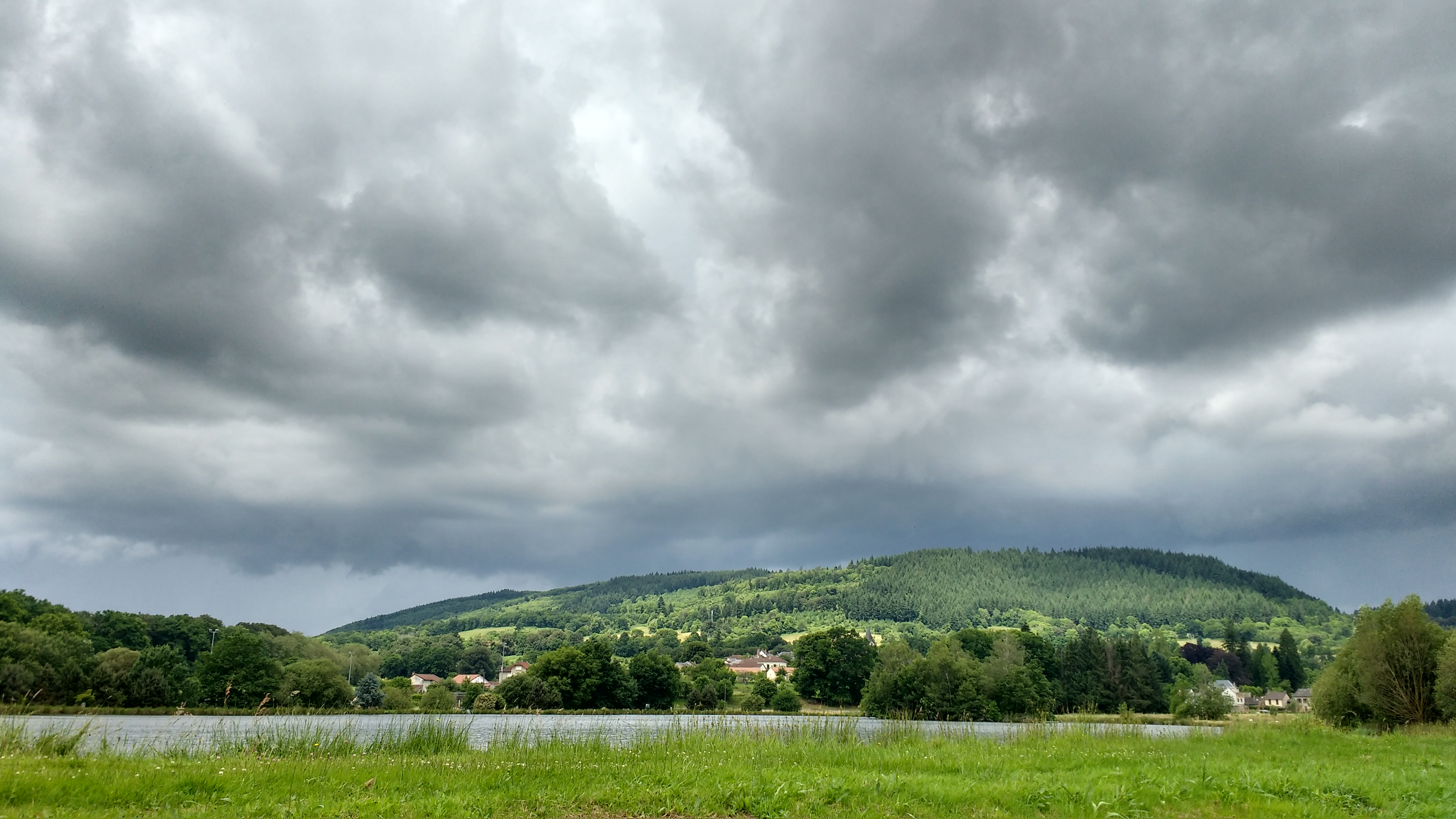
Die Monts d’Ambazac von La Jonchère-Saint-Maurice

Folgende Gemeinden teilen sich die Monts d’Ambazac:
- Im Département Creuse:

Arrènes,
Châtelus-le-Marcheix,
Masbaraud-Mérignat,
Montboucher,
Saint-Goussaud,
Saint-Pierre-Chérignat
- Im Département Haute-Vienne:

Ambazac,
Bersac-sur-Rivalier,
Bessines-sur-Gartempe,
Les Billanges,
Bonnac-la-Côte,
Compreignac,
Jabreilles-les-Bordes,
La Jonchère-Saint-Maurice,
Laurière,
Razès,
Saint-Laurent-les-Églises,
Saint-Léger-la-Montagne,
Saint-Pardoux,
Saint-Sulpice-Laurière,
Saint-Sylvestre

## Geologie
Die Monts d’Ambazac liegen vollständig auf kristallinem Grundgebirge des nordwestlichen Massif Central. Aufgeschlossen sind die Parautochthone Glimmerschiefereinheit und die Untere Gneisdecke des Limousins sowie deren Intrusiva, vor allen Dingen Leukogranite und Granite. Die parautochthonen Glimmerschiefer – die strukturgeologisch tiefste Einheit – erscheinen entlang dem Oberlauf des Taurion bei Châtelus-le-Marcheix. Sie werden hier vom Saint-Goussaud-Leukogranit – einer Apophyse des Saint-Sylvestre-Leukogranits – intrudiert, der weiter westwärts einen Großteil der Monts d’Ambazac unterlagert. Die von den Glimmerschiefern abgeglittene Untere Gneisdecke  – vorwiegend Augengneise und Migmatite – ist bei Ambazac und südöstlich von Saint-Sylvestre aufgeschlossen. Neben dem Saint-Sylvestre-Leukogranit sind in Richtung Nantiat noch der Brame-Granit und der Châteauponsac-Leukogranit anstehend.
Die genannten Granitoide bilden zusammen das 500 Quadratkilometer große Saint-Sylvestre-Massiv, das im Oberkarbon vor rund 325 Millionen Jahren aufgedrungen war.

### Bodenschätze
Der Saint-Sylvestre-Leukogranit enthält Uranvorkommen, die einst an 10 Stellen gefördert wurden: Bachellerie, Margnac, Vénachat, Gorces Saignedresse, Le Fraisse, Roudet, Santro, Fanay, Henriette und Champour. Der Abbau am letzten Vorkommen bei Vénachat wurde im Jahr 1995 eingestellt. Die verursachten Schäden an der Landschaft durch den Uranabbau sind nicht allzu schwerwiegend, stellenweise wurde aber dennoch eine deutlich erhöhte Radioaktivität freigesetzt.
Ab 1772 wurde in den Monts d’Ambazac Kaolin abgebaut, so bei Bonnac-la-Côte. Puy-Bernard bei La Jonchère war dann das letzte noch bestehende Kaolinbergwerk. Es schloss im Jahr 1964. Zurückgeblieben sind immense Gruben, die allmählich wieder unter der Vegetation verschwinden.
In der Vergangenheit wurde auch an zahlreichen Pegmatiten und Quarzgängen geschürft.

## Klima

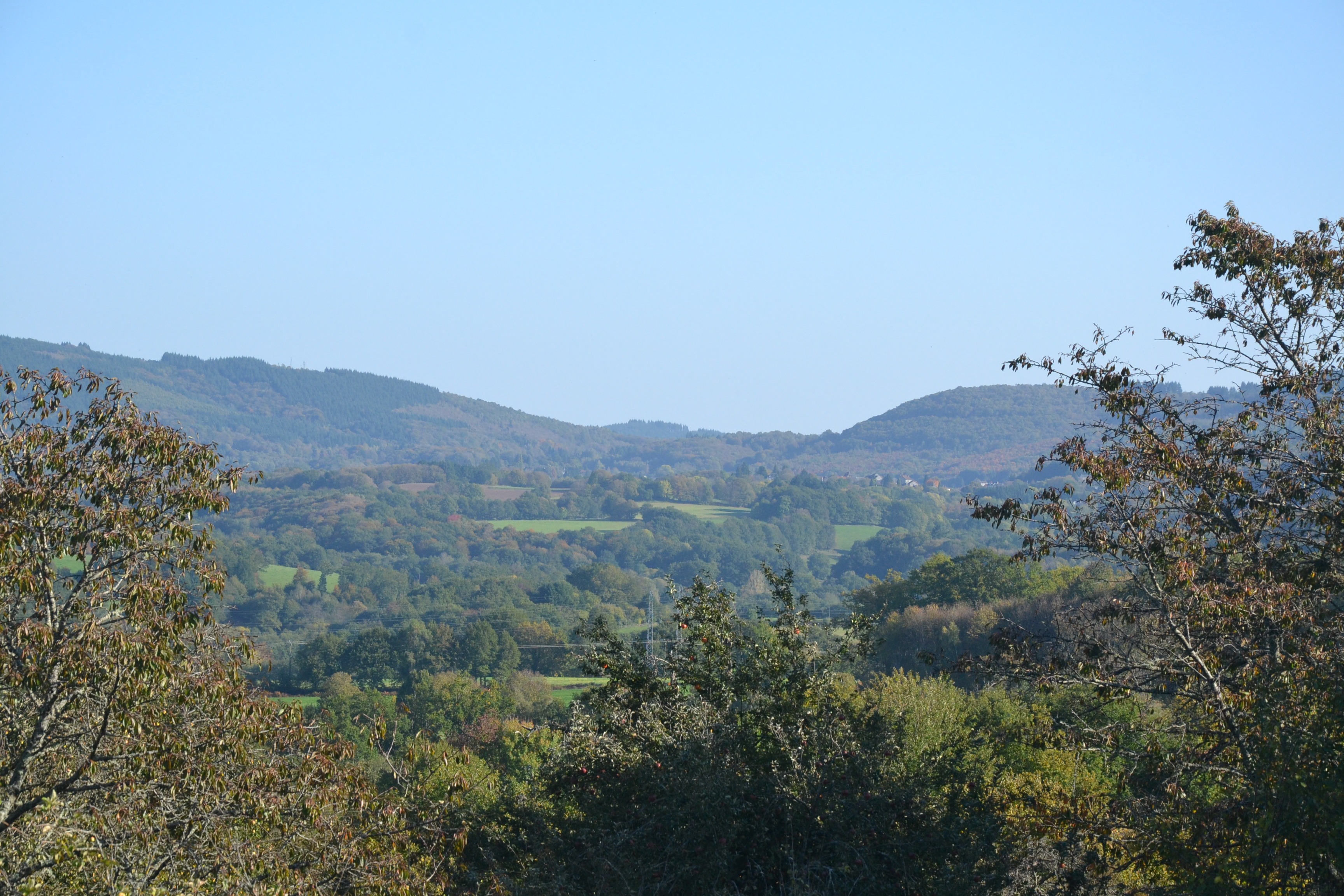
Landschaft in den Monts d’Ambazac bei Bersac-sur-Rivalier

Die Monts d’Ambazac stehen unter dem Einfluss eines ozeanischen Klimas, da ihre Erhebungen direkt den Zugbahnen der atlantischen Störungen ausgesetzt sind. So betragen die Jahresniederschläge 1100 bis 1300 Millimeter. Die Temperaturen sind relativ mild und wegen der mäßigenden Einwirkung des Ozeans sind Kälteperioden selten. Die Schneefälle sind dennoch häufiger als im Tal der Vienne bei Limoges und können in manchen Wintern oft hintereinander erfolgen. Oft bilden die Monts d’Ambazac eine Wetterscheide zwischen Nord- und Südfrankreich. Während im Berry im Norden graues und verhangenes Wetter herrscht, kann weiter südlich um Limoges die Sonne scheinen.

## Ökologie

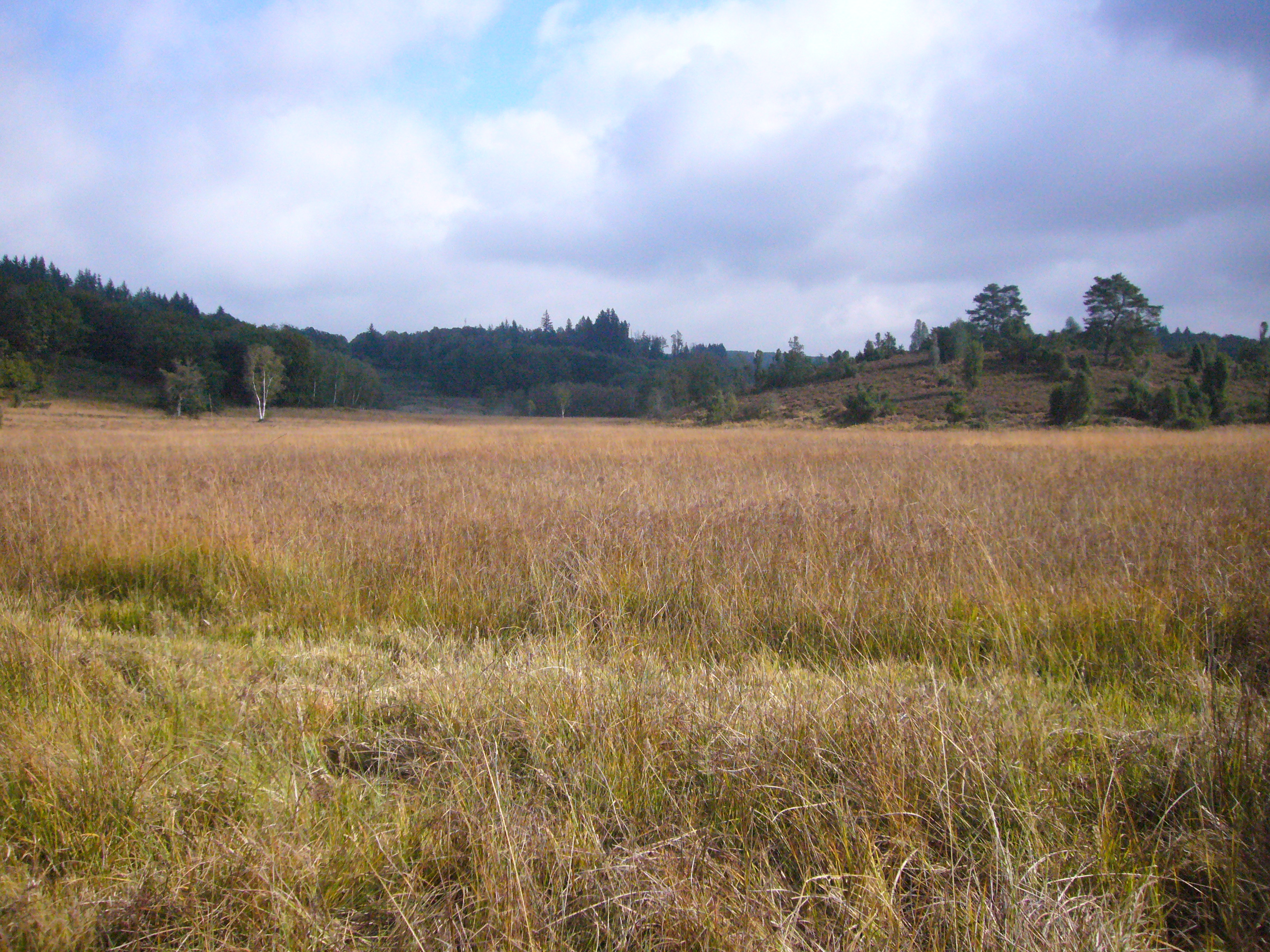
Das Moor von Les Dauges

Die Monts d’Ambazac sind vorwiegend von Laub- und Nadelwäldern bestanden. Im Innern des Massivs mit Höhen über 600 Meter sind Rotbuchen vorherrschend und nehmen etwas mehr als 50 Prozent des Bestandes ein. In tieferen Lagen treten sie zurück und erreichen nur noch knapp 20 Prozent. Der restliche Bestand entfällt auf Stieleiche, Traubeneiche und untergeordnet Kastanien.
Die Dörfer und Weiler in den Monts d’Ambazac werden meist von Wiesen und Weiden für die Rinderzucht umringt. Das insbesondere im Winter herrschende nasskalte Klima hat die Entstehung von Mooren begünstigt, darunter das unter Naturschutz stehende Moor von Les Dauges. Weitere Moore finden sich bei Mallety in der Gemeinde Saint-Léger-la-Montagne – Quellgebiet der Couze und des Lac de Saint-Pardoux – sowie bei Friaulouse zu Füßen des Puy de Jouër in der Gemeinde Saint-Goussaud.
Landschaftsgeographisch werden die Monts d’Ambazac eindeutig von Wäldern und Wiesen geprägt, mit einem Netzwerk von Feuchtniederungen, beweideten Hanglagen und bewaldeten Höhenrücken. Felsenmeere sind relativ selten anzutreffen, Ausnahmen sind das beeindruckende Meer des Roche du Temple in der Nähe von Saint-Léger-la-Montagne und das unter Schutz stehende Chaos von Pierre Millier, das den gleichnamigen See bei Saint-Sylvestre überragt.
Wegen ihrer ökologischen Vielseitigkeit wurden die Monts d’Ambazac als Schutzzone (ZNIEFF des Typus 2) ausgewiesen. Aufgrund der zahlreichen Fledermausarten fallen sie außerdem unter Natura 2000.

## Geschichte
Aus dem Paläolithikum und dem Neolithikum blieb nur relativ wenig in den Monts d’Ambazac erhalten. Von der Megalithkultur stammen Dolmen in den Gemeinden Marsac, Ambazac und Mourioux-Vieilleville sowie ein Tumulus bei Châtelus-le-Marcheix. Die Bronzezeit hat ihre Spuren im Dolmen von Lieu in der Gemeinde Ambazac hinterlassen. Das Gemeindegebiet von Saint-Sulpice-Laurière war gegen Ende des 2. Jahrtausend v. Chr. ein bedeutender Bronzehort.
Im Gemeindegebiet von Jabreilles-les-Bordes wurden gallische Oppida entdeckt. Der Puy de Jouër in Saint-Goussaud war ein dem Jupiter geweihtes römisches Heiligtum, von dem selbst heute noch Reste vorhanden sind.
Im 12. Jahrhundert wurde im Dorf Grandmont bei Saint-Sylvestre vom Heiligen Stephan von Muret der den gregorianischen Reformen entsprechende katholische Grammontenserorden gegründet, von dem eine Schatztruhe und Dalmatiken in Ambazac aufbewahrt werden.
Im Mittelalter wurden die Monts d’Ambazac von einer zweitrangigen Pilgerroute gequert, die Argenton-sur-Creuse mit der Via Lemovicensis bei Saint-Léonard-de-Noblat verband. Im 15. Jahrhundert teilten sich das Bistum Limoges und die Grafschaft Marche das Massiv. Der Westen stand unter äußerem Einfluss. Im darauffolgenden 16. Jahrhundert wurden zwar die Généralités und die Pays d’élection ins Leben gerufen – dies brachte aber für die Monts d’Ambazac keine einheitliche Verwaltung mit sich. Die Pfarreien waren jetzt in die Généralités von Limoges und Bourganeuf (Pays d’élection Limoges) einerseits sowie in die Généralité von Guéret (Pays d’élection Moulins) andererseits aufgespalten.
Während der Französischen Revolution wurden die neugeschaffenen Gemeinden in den Monts d’Ambazac den Distrikten Saint-Léonard-de-Noblat, Limoges, Bellac und Bourganeuf zugeteilt.